# Sikorsky S-333
Sikorsky S-333 tudi Schweizer 330 in 333 sta ameriška lahka enomotorna helikopterja. Za razliko od predhodnika Schweizer 300, ki je imel batni motor imata 330 in 333 turbogredni motor. Trenutno je v proizvodnji samo Schweizer 333. Februarja 2009 so helikopter preimenovali v Sikorsky S-333.330 in 333 se veliko uporabljata za šolanje pilotov.
Leta 2004 je Sikorsky prevzel Schweizer Aircraft.

## Tehnične specifikacije (333)
Podatki iz International Directory of Civil Aircraft and Technical specifications
Splošne karakteristike
- Posadka: 1-2 pilota
- Število sedežev: 1-3 potnikov
- Tovor: 1250 lb (567 kg)
- Dolžina: 31 ft 2 in (9,5 m)
- Premer rotorja: 27 ft 6 in (8,38 m)
- Višina: 11 ft 0 in (3,35 m)
- Teža praznega letala: 1210 lb (549 kg)
- Naložena teža: 2460 lb (1116 kg)
- Maks. vzletna teža: 2550 lb (1156 kg)
- Pogon letala: 1 ×  turbogredni Rolls-Royce 250-C20W, 235 KM (175 kW)420 KM (315 kW)

 Zmogljivost 
- Potovalna hitrost: 105 vozlov (194 km/h)
- Doseg: 319 nm (590 km)
- Hitrost vzpenjanja: 1380 ft/min (7,01 m/s)